# Ferenc Erkel
Ferenc Erkel, madžarski operni skladatelj, dirigent in šahist, * 7. november 1810, Gyula, † 15. junij 1893, Budimpešta.
Erkel je utemeljil madžarsko nacionalno opero. Znan je zlasti po operah Bank Ban (1861) in Lazslo Hunyadi (1844).
Je tudi avtor glasbe za madžarsko himno.